# Zwierzęta amonioteliczne
Zwierzęta amonioteliczne – zwierzęta, które w wyniku procesów metabolicznych wydalają większość azotu w postaci amoniaku. W ich organizmach białka i pirymidyny są przekształcane w aminokwasy, a te w amoniak. Puryny są metabolizowane do kwasu moczowego, z którego poprzez metabolity pośrednie powstaje mocznik. Ten ostatni również jest przekształcany w amoniak.
Amoniak jest silnie toksyczny, dlatego przy wydaleniu musi być mocno rozcieńczony, co wiąże się z dużymi stratami wody. Z tego powodu ten typ wydalania charakteryzuje jedynie zwierzęta wodne, takie jak: wirki, pierścienice, mięczaki, skorupiaki, kręgouste, ryby kostne, kijanki, krokodyle oraz żółwie słodkowodne.
Wyjście życia na ląd i jego odsunięcie się od wody spowodowało powstanie mechanizmów, w których amoniak przekształcany jest i wydalany w postaci mniej toksycznych związków.